# Болинас
Болинас (Bolinas) е селище в окръг Марин, в района на залива на Сан Франциско, щата Калифорния, Съединените американски щати.
Има население от 1246 д. и е с обща площ от 3,6 кв. км (1,4 кв. мили).
1. ↑  data.census.gov //   Посетен на 1 януари 2022 г.